# Florian Gosselin
Florian Gosselin est un joueur français de volley-ball né le 24 juin 1987. Il mesure 1,83 m et joue passeur.

## Clubs
| Club             | Pays   | De        | À         |
| ---------------- | ------ | --------- | --------- |
| FL Saint-Quentin | France | 2007-2008 | 2009-2010 |
| Dunkerque GLVB   | France | 2010-2011 | 2010-2011 |
| Arago de Sète    | France | 2011-2012 | 2011-2012 |
| Harnes VB        | France | 2012-2013 | 2013-2014 |

## Palmarès
- Néant